# Thamnochortus stokoei
Thamnochortus stokoei är en gräsväxtart som beskrevs av Neville Stuart Pillans. Thamnochortus stokoei ingår i släktet Thamnochortus och familjen Restionaceae. Inga underarter finns listade i Catalogue of Life.